# NGC 6594
NGC 6594 is een spiraalvormig sterrenstelsel in het sterrenbeeld Draak. Het hemelobject werd op 14 juni 1885 ontdekt door de Amerikaanse astronoom Lewis A. Swift.

## Synoniemen
- MCG 10-26-19
- ZWG 301.17
- IRAS 18095+6107
- PGC 61482